# Identificador Europeo de Legislación
Identificador Europeo de Legislación (en inglés: European Legislation Identifier, ELI) es un estándar europeo que proporciona, entre otras cosas, una solución para identificar unívocamente y procurar el acceso en línea a la legislación de la Unión Europea y de sus Estados miembros, con el objetivo de establecer una web semántica de diarios oficiales y gacetas legales.

## Elementos del ELI
El estándar ELI utiliza plantillas URI (RFC 6570)
 con especificaciones sobre los metadatos descriptivos, que deben seguir una ontología común.
La ontología ELI define los atributos posibles para publicar los metadatos de los textos jurídicos. Se apoya sobre el modelo FRBR y extiende los atributos definidos por el Dublin Core.
Cada Estado miembro tiene el cometido de construir sus propios URI autodescriptivos y de tomar en consideración sus requisitos idiomáticos específicos. Para permitir el intercambio de información, la plantilla escogida para construir los URI debe estar documentada mediante el mecanismo de plantillas de URI.
Por ejemplo, el Boletín Oficial del Estado español especifica el siguiente formato:
/eli/{jurisdicción}/{tipo}/{año}/{mes}/{día}/{número}/{versión}/{fecha_de_versión}/{idioma}/{formato}

## Metadatos
Además de la codificación única de los documentos legales en URI, el estándar ELI fomenta el uso de metadatos relevantes para describirlos. La sección 2 del anexo especifica completamente los elementos recomendados y opcionales, así como su ontología subyacente.

## RDFa
ELI anima a los Estados miembros participantes a integrar estos metadatos en las páginas web de sus sistemas de información legal mediante RDFa.